# Argyrodes yunnanensis
Argyrodes yunnanensis är en spindelart som beskrevs av Xu, Yin och Kim 2000. Argyrodes yunnanensis ingår i släktet Argyrodes och familjen klotspindlar. Inga underarter finns listade i Catalogue of Life.